# Livingstone Institute of Business & Engineering Studies
Livingstone Institute of Business & Engineering Studies (LIBES) ist eine handwerkliche Berufsschule in Livingstone in Sambia. Es untersteht dem Ministerium Ministry of Science, Technology and Vocational Training.

## LTTI
Die Schule ist Ende der 1960er Jahre gegründet und eines der ältesten Ausbildungsinstitute Sambias. Es war unter dem früheren Namen Livingstone Trades Training Institute (LTTI) bekannt. Zu den Fachrichtungen des LTTI gehören Holzbearbeitung, Schneiderei, Sanitär- und Installationshandwerke, Landwirtschaft. 2005 waren 400 Berufsschüler (englisch students) eingeschrieben.